# Horst Wenzel (Mathematiker)
Horst Klaus Gerhard Wenzel (* 26. August 1922 in Breslau; † 8. Dezember 2013 in Dresden) war ein deutscher Mathematiker. 

## Leben
Wenzel wurde 1954 bei Walter Brödel an der Friedrich-Schiller-Universität Jena promoviert (Eine funktionentheoretische Behandlung der biquadratischen Gleichung), die Habilitation folgte 1961 zum Thema Funktionentheoretische Behandlung von Beulproblemen. Im Anschluss wurde er an der TU Dresden zum Professor berufen und befasste sich dort vor allem mit der Analysis. 1987 wurde er emeritiert. 
Horst Wenzel wurde auf dem Trinitatisfriedhof in Dresden beigesetzt.

## Veröffentlichungen (Auswahl)
- mit Peter Meinhold: Mathematik für Ingenieure und Naturwissenschaftler: Gewöhnliche Differentialgleichungen. Teubner Verlag, 7. Auflage, 1994, ISBN 978-3815420430.
- mit Gottfried Heinrich: Mathematik für Ingenieure und Naturwissenschaftler: Übungsaufgaben zur Analysis, Vieweg+Teubner Verlag, 2005, ISBN 978-3835100664.